# Gasparcolor
Il Gasparcolor, o Gaspar color, inventato nel 1934 dai fratelli ungheresi Imre e Bela Gaspar, è stato il primo sistema di cinematografia tricromatico in sintesi sottrattiva
a distruzione di coloranti (o ad asportazione di coloranti o a sbianca di coloranti).
Il positivo da proiezione era ottenuto a partire da tre positivi di selezione in bianco e nero, per cui la ripresa poteva essere effettuata con qualunque sistema consentisse di ottenere tali positivi. Ad esempio si potevano esporre contemporaneamente tre pellicole in bianco e nero rispettivamente attraverso tre filtri verde, rosso e blu, poi invertirle ottenendo direttamente i tre positivi di selezione, oppure svilupparle come negativi (ottenendo quindi tre negativi di selezione e poi stamparle su altre tre pellicole negative in bianco e nero, ottenendo così tre positivi.

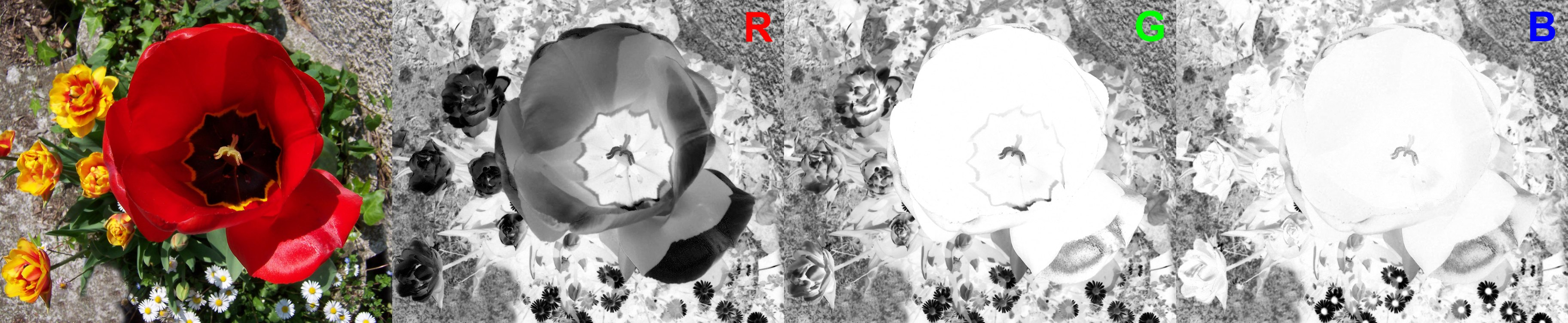
Figura 1: Immagine originale e negativi di selezione del rosso (R), verde (G) e blu (B)

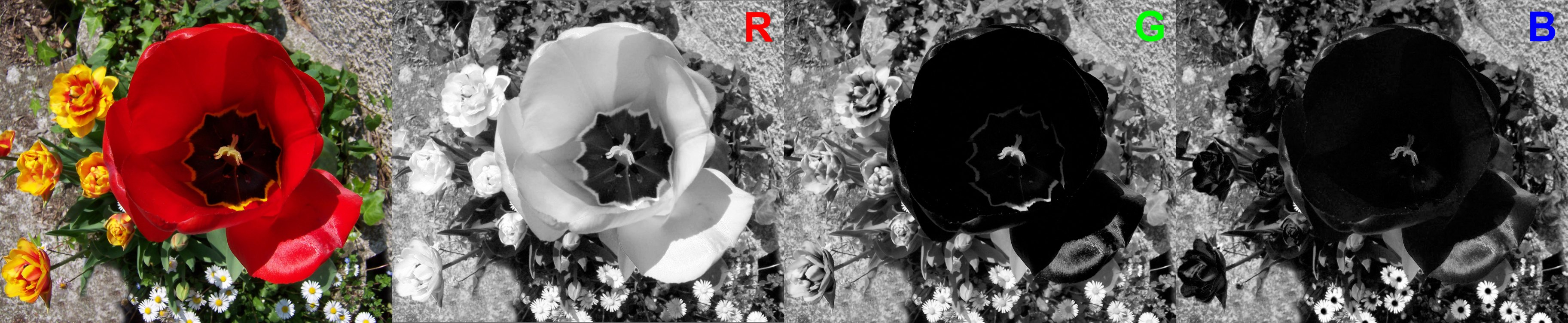
Figura 2: Immagine originale e positivi di selezione del rosso (R), verde (G) e blu (B)

Il procedimento Gasparcolor vero e proprio cominciava a questo punto.
Quella che sarebbe diventata la pellicola positiva a colori da proiezione era costituita da un supporto incolore trasparente, su un lato del quale era steso uno strato di colorante trasparente giallo e, sopra questo, uno strato di colorante trasparente magenta; sull'altro lato era steso uno strato di colorante trasparente ciano. Gli strati magenta e ciano erano sensibili al blu, mentre lo strato giallo era sensibile al rosso. Prima dello sviluppo, che consisteva nell'asportare i coloranti esposti (un procedimento che avrebbe trovato applicazione in seguito nel sistema Cibachrome-Ilfochrome di stampa fotografica a colori), la pellicola appariva pertanto praticamente nera.

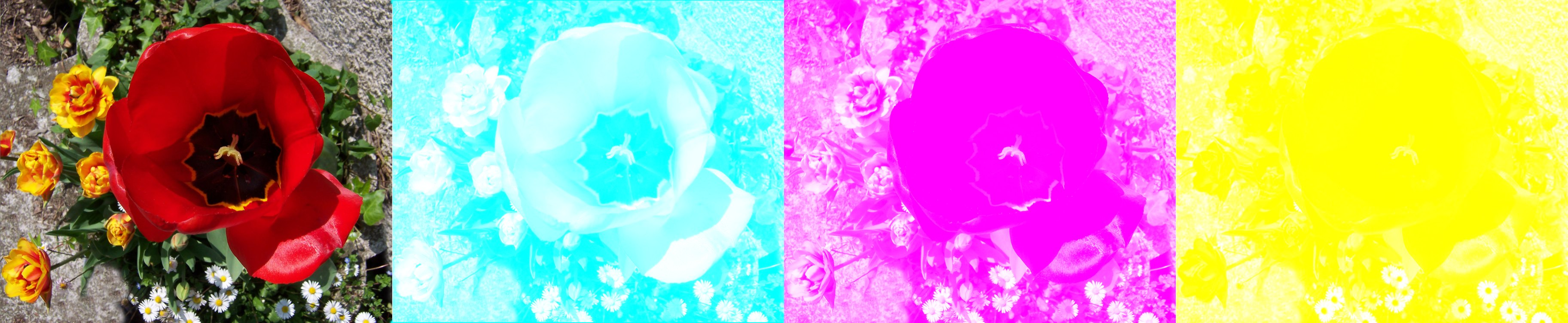
Figura 3: Immagine riprodotta e strati ciano, magenta e giallo

La prima esposizione avveniva attraverso il positivo di selezione in bianco e nero relativo al verde. Questo veniva posto a contatto col lato su cui si trovava lo strato di colorante magenta e illuminato con luce blu. Pertanto poteva impressionare solo lo strato magenta, dato che il sottostante strato giallo non solo non era sensibile al blu, ma, fungendo da filtro, bloccava la luce di questo colore, impedendole di raggiungere lo strato ciano, che era anche sensibile al blu.
La seconda esposizione avveniva attraverso il positivo di selezione in bianco e nero relativo al rosso. Questo veniva posto a contatto col lato su cui si trovava lo strato di colorante 
ciano e illuminato con luce blu. Pertanto poteva impressionare solo lo strato ciano, dato che lo strato giallo bloccava la luce blu, impedendole di raggiungere lo strato magenta, che era anche sensibile al blu.

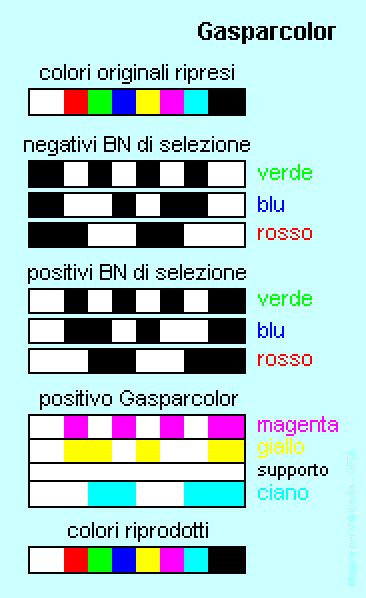
Figura 4: Ripresa e riproduzione dei colori col procedimento Gasparcolor

La terza esposizione avveniva attraverso il positivo di selezione in bianco e nero relativo al blu. Questo veniva posto a contatto col lato su cui si trovava lo strato di colorante magenta e illuminato con luce rossa. Questa non impressionava lo strato magenta, che era sensibile al blu, ma lo attraversava, essendo il magenta trasparente al rosso, e raggiungeva lo strato giallo, esponendolo. Lo strato ciano non veniva impressionato, essendo sensibile al blu.
La pellicola veniva infine sviluppata, in pratica asportando chimicamente i coloranti nelle zone esposte: si otteneva così un'immagine positiva a colori. Ad esempio nelle zone in cui 
il solo colorante magenta era stato esposto, cioè quelle in cui aveva agito il solo positivo di selezione relativo al verde, veniva asportato solo il magenta, e quindi rimanevano il giallo e il ciano, che per sintesi sottrattiva davano appunto il verde.
La figura 4 riassume come vengono riprodotti i diversi colori. Nell'immagine del positivo Gasparcolor lo spessore degli strati di colorante, in realtà ovviamente piccolissimo rispetto a quello del supporto, è stato per chiarezza volutamente esagerato.
Col procedimento Gasparcolor, in uso dal 1934 al 1949, sono stati realizzati diversi film. Fra questi i due film a pupazzi animati "Le vaisseau de l'éther" (1935) e "Big Broadcast" (1938), girati a passo uno da George Pal per la Philips, e il film a disegni animati "Composition in Blue" (1935) di Oskar Fischinger, che aveva collaborato coi fratelli Gaspar alla messa a punto del Gasparcolor. Il film di Fischinger, il primo film europeo realizzato con un procedimento tricromatico, vinse un gran premio alla Mostra del Cinema di Venezia del 1935.